# Franzen und Grosse

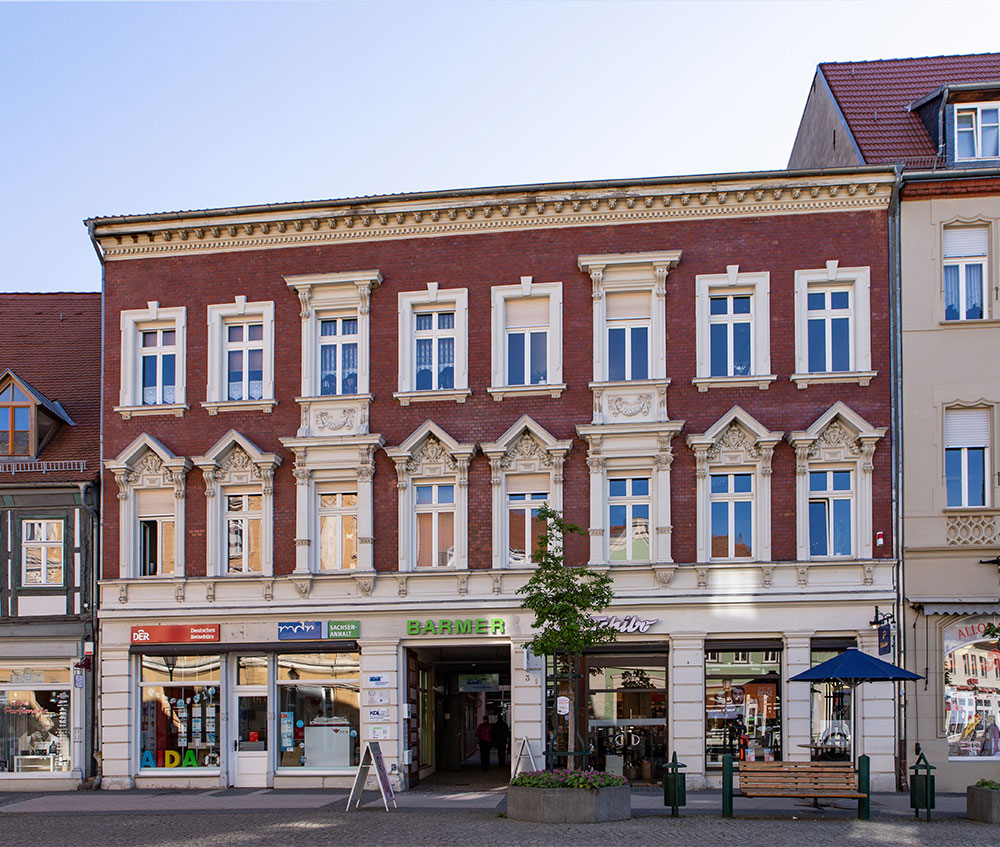
Stendal, Breite Straße 3, frühere Druckerei Franzen und Grosse

Das Unternehmen Franzen und Grosse in der altmärkischen Stadt Stendal in Sachsen-Anhalt betrieb eine Verlagsbuchhandlung und eine Druckerei.
Es wurde am 4. November 1779 von Daniel Christian Franzen und Johann Christian Grosse gegründet und war Stendals erste Buchdruckerei. Das Unternehmen wurde 1888 in den Franzen & Grosse’s Verlag und die Franzen & Grosse’sche Sortiments-Buchhandlung A. Bruchmann aufgeteilt. Es bestanden Filialen (Buchhandlungen) in Seehausen (1863–1872) und Salzwedel (1869–1872).
Das Unternehmen verlegte zahlreiche Bücher, Zeitschriften und Zeitungen, u. a. das Altmärkische Intelligenz- und Leseblatt, aus dem die Altmärkische Tageszeitung hervorging.